# Термодіелектричний ефект
Термодіелектричний ефект — виникнення електричних струмів і розділення зарядів під час фазового переходу.
Ефект відкрив Жоакім да Коста Рібейро 1944 року. Бразильський фізик помітив, що тверднення і плавлення багатьох діелектриків супроводжується розділенням зарядів. Термодіелектричний ефект продемонстровано з карнаубським воском, нафталеном і парафіном. Очікувалося також розділення зарядів у льоді.
Пізніше ефект спостерігали під час замерзання води; це може бути причиною грози. Ефект вивчали багато дослідників: Бернгард Ґросс, Армандо Діас Таварес, Серхіо Маскареньяс та інші. Сезар Латтес (співвідкривач піона) припустив, що це єдине явище, повністю виявлене в Бразилії.

## Опис досліду

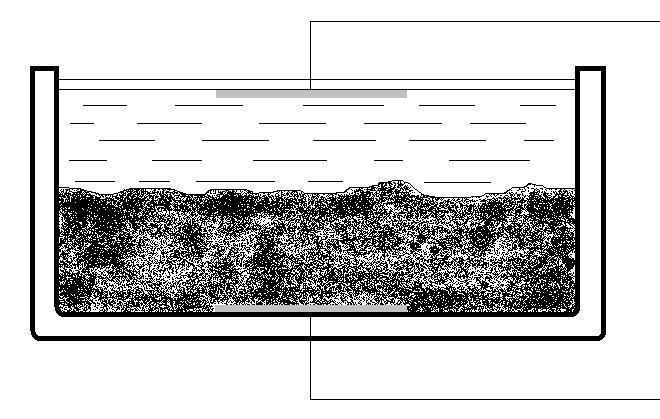
Схема досліду зі спостереження термодіелектричного ефекту

Схема досліду включає посудину з двома електродами, між якими міститься діелектрик у двох фазах — твердій та рідкій. Цього можна досягти, наприклад, якщо помістити твердий діелектрик у посудину, а потім почати нагрівати один із електродів. За наявності в речовині межі розділу фаз, на електродах виникає електричний струм. Сила струму залежить від швидкості переміщення межі розділу фаз та від використовуваного матеріалу. Під час застигання напрямок струму змінюється.
У карнаубській смолі типова величина вивільненого заряду становить близько 10−12 Кл/г. Ефект більш виражений у речовинах із неполярними молекулами. У нафталені типова величина вивільненого заряду приблизно в чотири рази більша, ніж у карнаубській смолі.